# Privatliquidation
Mit einer Privatliquidation fordern Ärzte und Zahnärzte die Vergütung aus einem Behandlungsvertrag für ihre beruflichen Leistungen ein, d. h., sie stellen dem Patienten eine Rechnung über die nach den Regeln der ärztlichen Kunst für eine medizinisch notwendige ärztliche Versorgung oder auf Verlangen des Zahlungspflichtigen durchgeführte privatärztliche Behandlung. Der dafür verwendete Begriff der Liquidation leitet sich ab von lat. liquidus = flüssig und bedeutet in diesem Zusammenhang, für eine erbrachte Leistung eine Rechnung auszustellen, also die ärztlichen Bemühungen zu „verflüssigen“.
Die privatärztliche Liquidation ist in Deutschland in der Gebührenordnung für Ärzte (GOÄ), der Gebührenordnung für Zahnärzte (GOZ) sowie der Gebührenordnung für Psychologische Psychotherapeuten und Kinder- und Jugendlichenpsychotherapeuten (GOP) geregelt. 

## Anwendbarkeit
Eine private Abrechnung ist nur zulässig, soweit nicht durch Bundesgesetz etwas anderes bestimmt ist.
Die Vergütungen der an der vertragsärztlichen Versorgung teilnehmenden Ärzte und Einrichtungen werden von den Landesverbänden der Krankenkassen und den Ersatzkassen mit den Kassenärztlichen Vereinigungen durch Gesamtverträge geregelt (§ 82 Abs. 2 Satz 1 SGB V). Die Krankenkasse entrichtet nach Maßgabe der Gesamtverträge an die jeweilige Kassenärztliche Vereinigung mit befreiender Wirkung eine Gesamtvergütung für die gesamte vertragsärztliche Versorgung ihrer Mitglieder mit Wohnort im Bezirk der Kassenärztlichen Vereinigung einschließlich der mitversicherten Familienangehörigen (§ 85 Abs. 1 SGB V). Die Versicherten erhalten die Leistungen ihrer Krankenkasse als Sach- und Dienstleistungen (§ 2 Abs. 2 Satz 1 SGB V) in Gestalt einer ärztlichen Behandlung. Die Versicherten entrichten ihre Beiträge an die Krankenkassen, die im Behandlungsfall die gegenüber den gesetzlich Versicherten erbrachten Leistungen über die Kassenärztlichen Vereinigungen mit dem Leistungserbringer (etwa dem behandelnden Arzt) abrechnen. Eine Rechnungstellung des behandelnden Arztes gegenüber dem Versicherten für Leistungen, die Gegenstand der vertragsärztlichen Versorgung sind, also ausreichend, zweckmäßig und wirtschaftlich (§ 12 SGB V), erfolgt grundsätzlich nicht. Gesetzlich Versicherte können jedoch statt des Sachleistungsprinzips auch die Kostenerstattung wählen (§ 13 SGB V) sowie individuelle Gesundheitsleistungen in Anspruch nehmen. Eine Privatliquidation ist außerdem zulässig, wenn der Versicherte die elektronische Gesundheitskarte nicht vorlegt (§ 18 Abs. 8 Bundesmantelvertrag BMV).
Umgekehrt können privat im Basistarif Versicherte mit dem behandelnden Arzt vereinbaren, dass dieser nicht mit ihnen, sondern direkt mit ihrer privaten Krankenversicherung abrechnet.

## Berechnungsfähige Leistungen
Die Gebührenordnung unterscheidet Gebühren, Entschädigungen und den Ersatz von Auslagen (§ 3 GOÄ). Die Regelungen in GOÄ und GOZ entsprechen sich im Wesentlichen. Abweichungen werden im Text ausdrücklich erwähnt.

### Gebühren
Gebühren (§ 4 GOÄ) sind Vergütungen für die im Gebührenverzeichnis (Anlage 1 zur GOÄ/GOZ) genannten ärztlichen Leistungen.  Der Arzt kann Gebühren nur für selbständige ärztliche Leistungen berechnen, die er selbst erbracht hat oder die unter seiner Aufsicht nach fachlicher Weisung erbracht wurden (eigene Leistungen). Die Rufbereitschaft sowie das Bereitstehen eines Arztes oder Arztteams sind nicht berechnungsfähig. Mit den Gebühren sind die Praxiskosten einschließlich der Kosten für den Sprechstundenbedarf sowie die Kosten für die Anwendung von Instrumenten und Apparaten abgegolten und dürfen nicht gesondert berechnet werden.

### Entschädigung
Als Entschädigungen (§§ 7 bis 9 GOÄ) für Besuche erhält der Arzt ein nach der zum Patienten zurückgelegten Entfernung gestaffeltes Wegegeld, bei Besuchen über eine Entfernung von mehr als 25 Kilometern eine Reiseentschädigung. Hierdurch sind Zeitversäumnisse und die durch den Besuch bedingten Mehrkosten (beispielsweise Benzinkosten) abgegolten.

### Auslagenersatz
Das sind bei Ärzten insbesondere die  Kosten für diejenigen Arzneimittel, Verbandmittel und sonstigen Materialien, die der Patient zur weiteren Verwendung behält sowie Versand- und Portokosten in tatsächlicher Höhe. Die Berechnung von Pauschalen ist nicht zulässig. Kleinmaterialien wie Zellstoff oder Mulltupfer, geringwertige Arzneimittel zur sofortigen Anwendung oder Einmalartikel wie Einmalspritzen oder -handschuhe sind nicht berechnungsfähig. Diese sind vielmehr mit den Gebühren abgegolten (§ 10 GOÄ).
Neben den für die einzelnen zahnärztlichen Leistungen vorgesehenen Gebühren können als Auslagen die dem Zahnarzt tatsächlich entstandenen angemessenen Kosten für zahntechnische Leistungen berechnet werden, soweit diese Kosten nicht nach den Bestimmungen des Gebührenverzeichnisses mit den Gebühren abgegolten sind (§ 9 GOZ).

## Höhe der Vergütung
Die Höhe der einzelnen Entgelte bemisst sich nach dem Einfachen bis Dreieinhalbfachen des Gebührensatzes. Innerhalb des Gebührenrahmens sind die Gebühren unter Berücksichtigung der Schwierigkeit und des Zeitaufwandes der einzelnen Leistung sowie der Umstände bei der Ausführung nach billigem Ermessen (§ 315 BGB) zu bestimmen. Gebühren für medizinisch-technische Leistungen bemessen sich nach dem Einfachen bis Zweieinhalbfachen des Gebührensatzes, bei durchschnittlichen Fällen nach dem 1,8fachen des Gebührensatzes. Gebühren für Laborleistungen bemessen sich nach dem Einfachen bis 1,3fachen des Gebührensatzes, bei durchschnittlichen Fällen nach dem 1,15fachen des Gebührensatzes (§ 5 GOÄ).
Es stellt keinen Fehlgebrauch des Ermessens dar, wenn der Arzt persönlich-ärztliche und medizinisch-technische Leistungen durchschnittlicher Schwierigkeit mit dem jeweiligen Höchstsatz der Regelspanne, also dem 2,3-fachen bzw. dem 1,8-fachen des Gebührensatzes, abrechnet.
Diese Rechtsprechung hat inzwischen Eingang in die Gebührenordnung gefunden. In der Regel darf eine Gebühr nur zwischen dem Einfachen und dem 2,3fachen des Gebührensatzes bemessen werden; ein Überschreiten des 2,3fachen des Gebührensatzes ist nur zulässig, wenn Besonderheiten dies rechtfertigen und muss in der Rechnung für den Zahlungspflichtigen verständlich und nachvollziehbar begründet werden. Der 2,3fache Gebührensatz bildet die nach Schwierigkeit und Zeitaufwand durchschnittliche Leistung ab. Leistungen mit unterdurchschnittlichem Schwierigkeitsgrad oder Zeitaufwand sind mit einem niedrigeren Gebührensatz zu berechnen (§ 5 Abs. 2 Satz 4 GOZ in der seit dem 1. Januar 2012 geltenden Fassung).
Im Falle eines rechtmäßigen Abbruchs einer Schwangerschaft dürfen Gebühren nur bis zum 1,8fachen des Gebührensatzes berechnet werden (§ 5a GOÄ).
Für Leistungen, die in einem brancheneinheitlichen Standardtarif einer privaten Krankenversicherung versichert sind, dürfen Gebühren für ärztliche Leistungen nur bis zum maximal 1,7fachen, Gebühren für medizinisch-technische Leistungen nur bis zum maximal 1,3fachen und Laborleistungen  nur bis zum maximal 1,1fachen des Gebührensatzes berechnet werden (§ 5b GOÄ). Diese Steigerungssätze entsprechen dem im Standardtarif gegenüber Normaltarifen verminderten Versicherungsumfang.
Im Umkehrschluss ergibt sich daraus, dass für im Basistarif Versicherte die allgemein zulässigen Sätze abgerechnet werden dürfen, obwohl die tariflichen Erstattungsleistungen der privaten Krankenversicherung im Basistarif noch geringer sind als im Standardtarif (ärztliche Leistungen 1,2facher, medizinisch-technische Leistungen 1,0facher und Laborleistungen 0,9facher Gebührensatz).

## Abweichende Vereinbarung
Durch Vereinbarung (§ 2 GOÄ) kann nur für persönlich-ärztliche Leistungen eine abweichende Gebührenhöhe festgelegt werden. Notfall- und akute Schmerzbehandlungen dürfen allerdings nicht von einer Vereinbarung abhängig gemacht werden. Die Vereinbarung ist nach persönlicher Absprache im Einzelfall zwischen Arzt und Zahlungspflichtigem vor Einbringung der Leistung des Arztes schriftlich zu treffen. Die Vereinbarung muss neben der Nummer und der Bezeichnung der Leistung, dem Steigerungssatz und dem vereinbarten Betrag auch die Feststellung enthalten, dass eine Erstattung der Vergütung durch Erstattungsstellen möglicherweise nicht in vollem Umfang gewährleistet ist. Weitere Erklärungen darf die Vereinbarung nicht enthalten. Der Arzt hat dem Zahlungspflichtigen einen Abdruck der Vereinbarung auszuhändigen.
Die Erstattung privater Krankenversicherungsunternehmen ist tariflich meist auf den 3,5fachen Steigerungssatz begrenzt. Höhere Steigerungssätze dürfen Ärzte zwar vereinbaren, die Differenz zu dem Erstattungsbetrag seiner Versicherung muss der Patient aber selber tragen.
Gegenüber gesetzlich Versicherten dürfen individuelle Gesundheitsleistungen (sog. IGeL) nur abgerechnet werden, wenn mit dem Versicherten vor Behandlungsbeginn ein schriftlicher Behandlungsvertrag abgeschlossen worden ist.

## Fälligkeit
Die Vergütung wird fällig, wenn dem Zahlungspflichtigen eine den Anforderungen der GOÄ entsprechende Rechnung erteilt worden ist (§ 12 GOÄ).
Die Rechnung ambulanter Leistungen muss insbesondere enthalten:
1. das Datum der Erbringung der Leistung,
2. bei Gebühren die Nummer und die Bezeichnung der einzelnen berechneten Leistung einschließlich einer in der Leistungsbeschreibung gegebenenfalls genannten Mindestdauer sowie den jeweiligen Betrag und den Steigerungssatz,
3. bei Entschädigungen den Betrag, die Art der Entschädigung und die Berechnung,
4. bei Ersatz von Auslagen den Betrag und die Art der Auslage,
5. bei Zahnärzten zusätzlich Art, Menge und Preis verwendeter Materialien (§ 10 GOZ).

Zahnärzte haben für ihre Abrechnung einen amtlichen Liquidationsvordruck (Anlage 2 zur GOZ) zu benutzen.
Heilbehandlungen im Bereich der Humanmedizin, die im Rahmen der Ausübung der Tätigkeit als Arzt oder Zahnarzt erbracht werden, unterliegen nicht der Umsatzsteuer (§ 4 Nr. 14a UStG). Bei der Ausstellung der Rechnung erübrigen sich insoweit die Angaben gem. § 14 UStG, insbesondere die Angabe einer Steuernummer oder Umsatzsteuer-Identifikationsnummer.

## Abrechnung
Ärzte und Zahnärzte dürfen die Rechnungstellung mit Zustimmung des Patienten durch Dritte vornehmen zu lassen, um die Verwaltungsarbeit in der Praxis zu verringern. Dafür bieten privatärztliche Verrechnungsstellen ihre Dienstleistung an. Der Arzt leitet die abrechnungsrelevanten Daten an die Verrechnungsstelle weiter.
Weiterhin besteht die Möglichkeit, dass der Arzt wiederum mit Zustimmung des Patienten die Honorarforderung gegen den Patienten an eine Verrechnungsstelle verkauft (echtes Factoring). Der Arzt erhält dafür 80 bis 90 % seiner Forderung von der Verrechnungsstelle. Diese übernimmt das weitere Forderungsmanagement und ist berechtigt, die von dem Arzt erbrachten Leistungen im eigenen Namen bei dem Patienten außergerichtlich und gerichtlich geltend zu machen und nach gerichtlicher Feststellung zu vollstrecken. In diesen Fällen trägt der Arzt nicht mehr das Risiko des Zahlungsausfalls. Falls der Patient die Zahlung verweigert und zur Durchsetzung ein Zivilprozess notwendig wird, ist Partei des Prozesses als Klägerin die Verrechnungsstelle. Damit kann der Arzt zur Führung des Beweises als Zeuge einvernommen werden.
Streitigkeiten zwischen Arzt und Patient bzw. privater Krankenversicherung über die Qualität der erbrachten Leistung oder die Höhe der berechneten Vergütung können unter anderem durch Honorargutachten beigelegt werden.